# Haemodracon
Haemodracon é um género de répteis escamados da família Gekkonidae.
O género contém duas espécies, endémicas da ilha de Socotorá. São animais nocturnos e arborícolas.

## Espécies
Estão descritas as seguintes espécies:
- Haemodracon riebeckii (Peters, 1882)
- Haemodracon trachyrhinus (Boulenger, 1899)